# Карамитрева къща
Карамитревата къща (на македонска литературна норма: Карамитрева куќа) е възрожденска къща в град Струга, Северна Македония. Сградата е обявена за значимо културно наследство на Северна Македония.

## Местоположение
Къщата е разположена на Стружката чаршия, на левия бряг на Черни Дрин, на улица „Нико Нестор“ № 46.

## История
Къщата датира от XIX век. Собственост е семейство Карамитреви.
На 7 декември 1954 година и отново на 27 юни 2017 година къщата е обявена за значимо културно наследство на Република Македония.